# Бухлово (Владимирская область)
Бу́хлово — деревня в Киржачском районе Владимирской области России. Входит в состав Кипревского сельского поселения.

## География
Деревня Бухлово находится между двумя крупными городами г. Покров (22 км) и г. Киржач (17 км). Близлежащие деревни: д. Новоселово (1 км) , с. Знаменское (1,4 км).
Рядом с деревней протекает речка Шередарь — «дар жизни», «река жизни», вдоль реки было заболоченное место которое осушали для разработки месторождения торфа. Торф многие годы являлся основным топливом и в сельском хозяйстве торф использовался для улучшения структуры почвенного слоя.
Почва данной местности песчано-торфяная, мало пригодная для получения существенных результатов в выращивании сельскохозяйственных культур на этой земле и это сказалось на занятости населения этого региона в сторону ремесел .
На данный момент входит в Кипревское сельское поселение которое образовано 27 апреля 2005 года в соответствии с Законом Владимирской области № 36-ОЗ.
До этого относилась к Новоселовскому сельскому округу.

## История названия
Старинное название деревни было Бу́халово.
Названия деревням давались по разным причинам, в том числе по природным обитателям окружающей местности.
«Толковый словарь живого великорусского языка Владимира Даля:
БУХАТЬ, ухать, вопить в лад, кричать глухо, отрывисто; говорят о болотной птице ВЫПЬ, бугай, бухалень…
БУХАЛО, бухалень, бучень м. болотная птица ВЫПЬ, бык, бугай.
Всякий бухалень в своем болоте голосист.»
Название деревни происходит от птицы обитавшей в этих местах Выпь (Botaurus stellaris), или бухало. Обширные болота которые были вдоль реки до их осушения были ареалом их обитания. Описание мест обитания этой птицы соответствует окружающей местности.
Название деревни Бухалово, 1774 год, можно увидеть в записях «Планы дач Генерального и Специального межеваний. Рукописные описи РГАДА.»
Название деревни Бухалово прослеживается на многих документах таких как карты местности (карта А. И. Менде) и церковные книги, то с буквой А то с буквой О в середине названия.
А также, встречается повсеместное изменение окончания у деревень с «О» на «А» и название было записано как Бухалова.
В 1920-х годах буква «А» в названии деревни была утеряна, так как деревня переходила из одного района к другому, одну букву в названии деревни потеряли и на данный момент название деревни указано как Бухлово, что не соответствует историческому.
Существует созвучный, имённый близнец во Владимирской области, это деревня Бухолово , Владимирской области , Собинского района.

## История
До 17 апреля 1690 года земли эти принадлежали Волконскому Михаилу Андреевичу и его подьячему Василию Толмачеву. На упомянутую дату земли « …Переслав-Залесского уезда, Гулятинского стана, село Паньково на речке Шередари с припускною пустошью высокую на ручью…»
«…. полудеревни Митенской, на реке Шередари пустошью Парфеновой на пруд.», жалуются милостиво похваляя Михайло Романовичу Воейкову за его успехи в войне с Салтаном Турецким и ханом Крымским .
Исходя из генеалогического древа Воейковых земли перешли родственникам его брата Василия Романовича Воейкова, далее Петру Васильевичу, после Петру Петровичу Воейкову, а далее к его дочери Александре Петровне Воейковой.
В 1767 году Александра Петровна Воейкова выходит замуж за Александра Яковлевича Голицина и земли уже под управлением рода Голициных, Елены Александровны Голициной и Петра Александровича Голицина. После смерти Елены Александровны в 1834 года земля переходит во владение сыну Петра Алексеевича Голицина, Григорию.
Согласно Историко-статистическому изданию за 1884 год , принадлежала полковнице княгине Александре Петровне Голициной (Воейковой).
Самое раннее найденное упоминание деревни это 1705 год, можно увидеть в записях переписных книг. (РГАДА. Переписная книга 1705 года Переславль-Залесского уезда. Фонд 1209 оп1 д.7654 лист 849об.)
А так же на карте 1792 года Владимирского наместничества, также на картах А. И. Менде за 1850 год.
Деревня в 19 веке относилась к Владимирской губернии Покровского уезда Овчининской волости и была прикреплена к Знаменской церкви, села Знаменское (Семково тож.).
В 1870-х гг. был образован объединённый Кумошенско-Знаменский приход. Он состоял из с. Знаменского, в котором числилась 101 ревизская душа и д. Тельваково (Тельвяково) − 142, Окулово — 216, Бухолово — 56, Мишенино (Митенино) — 45, Митжелово (Мызжелово) − 107, Левахи — 56. Всего — 723 души. Главной считалась Успенская церковь на погосте Кумошь, приписной Знаменская в селе Знаменском (тож. Симково).
В селе Знаменском в это время служили священник Иоанн Покровский и причетник Иоанн Модестов. Впоследствии село было выделено из объединённого прихода в отдельный, самостоятельный.

Располагалась деревня в начале XVII столетия Замосковном краю Переяславского уезда Борисоглебского стана (по писцовым и переписным книгам XVII столетия)
До 1708 года деревня находилась на территории Московской округи , Переславль-Залесского уезда, Борисоглебского стана (по данным : переписной книге 1705 года, первой и второй ревизии). По другим источникам станы указывались разные: Гулятинский стан (в родословной рода Воейковых), Слободской стан в некоторых переписных книгах.
В 18 (29) декабря 1708 года году Императором Петром Великим Россия была поделена на 8 губерний, деревня стала относиться к Московской губернии
К 1719 году это: Московская губерния , Переславль-Залесская провинция, Борисоглебского стана.
В 1748 году учреждено Владимирского наместничества с 14 уездами : Владимирское наместничество , Киржачский уезд
С 1778—1796 год в связи с переименованием наместничества в губернию в 1778 году, деревня находится на территории Владимирской губернии , Киржачского уезда .
С 1796 года в связи с упразднением Киржачского уезда входит в состав Владимирской губернии, Покровского уезда, Овчининской волости.
В 1921 году Покровский уезд Владимирской губернии упразднён и деревня входит в состав Орехово-Зуевского уезда.
13 июня 1921 года Овчининская волость были переданы во вновь образованный Киржачский уезд.
В 1929 году Покровский уезд Владимирской губернии стал в составе Александровского округа Ивановской Промышленной области. В связи с этим иногда в документах воинов ВОВ указывалось Ивановская область.
С 1944 года деревня перешла в состав Владимирской области Киржачского района.
В июле 1938 году произошёл пожар, часть деревни сгорела, 13 домов. Когда взрослые были на покосе, дети решили испечь картошку, загорелся сеновал и из за сильного ветра и близости строений огонь переносился от дома к дому.
В 3 июня 1969 года исключена из учётных данных и объединена с деревней Новоселово.
С 1970-х годов до 1990-х в деревне была лесопилка. Изготавливала для Киржачского шелкового комбината доски, для производства тары.
В деревне была маленькая часовня, до сих пор остался большой плоский камень который был её основанием.

## Население
Согласно переписи :
- 1705 год (перепись) в деревне было 10 дворов.
- 1719 год (первая ревизия) в деревне было 5 дворов.
- 1745 год (вторая ревизия) ко второй ревизии 2 двора вымерло и были подселены семьи из близлежащих деревень.
- 1833—1835 год (8-я ревизия) в деревне было 11 дворов и проживало 11 мужчин и 12 женщин. Крестьяне принадлежали Петру Александровичу Голицину (1771—1827)
- 1850 год (9-я ревизия) — 11 дворов, проживало 43 мужчины и 30 женщин. Часть крестьян деревни, достаются в 1836 году, по наследству Григорию Петровичу Голицыну (9.11.1805-12.09.1865) от княгини Елены Александровны (Воейковой) Голицыной (г.р. 1772 −10.1834)
- 1858 год (10-я ревизия) в деревне было 14 дворов и проживало 44 мужчин и 47 женщин.

Перепись за 1905 год показывает 26 дворов и 121 человек проживающих, при ней была мельница Поливанова (в близлежащей деревне Паньково была усадьба Поливановых) с одним двором и 6-ю людьми проживающими в нём.
В 1925 году согласно отчету о работе исполнительного комитета по Александровскому уезду, в деревне было 21 двор и 109 человек.

После пожара в июле 1938 года, потихоньку оставшиеся часть людей переезжала в другие деревни и города.
| 1859 | 1905 | 1926 | 2002 | 2010 | 2021 |
| ---- | ---- | ---- | ---- | ---- | ---- |
| 90   | ↗127 | ↘102 | ↘1   | ↗2   | ↗13  |

## Жизнь населения
Люди в деревне владели столярным делом, мужчины были плотниками (27 чел), женщины были размотчицы бумаги (13 чел) — низко квалифицированная надомная работа.
Это следует из отчета об промыслах крестьянского населения Покровского уезда за 1908 год. А также имели скот для личного удовлетворения потребностей в молоке и мясе.
В зимний период, когда все работы по земле закончены, мужчины уезжали на заработки в города, а в конце зимы мужчины возвращались в деревню.

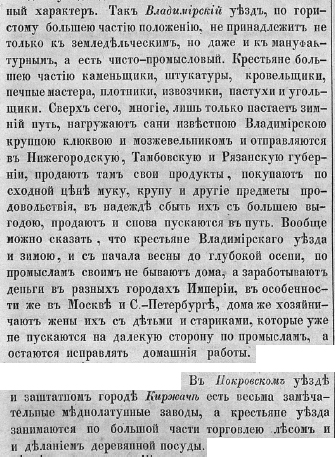
Владимирский сборник. Материалы для статистики, этнографии, истории и археологии Владимирской губернии

Добирались до деревни на поезде через г. Киржач или от станции Санино 12 км по деревянному настилу вдоль линии электропередач.
Если потребовался врач люди шли в деревню Хмелево, там работала женщина . Эта женщина была на фронте медиком в период войны и после войны помогала людям в деревнях.
В округе было 3 школы :
- В Андреевском погосте — церковно-приходская школа
- В д. Знаменское — церковно-приходская школа
- В д. Новоселово — земская школа.
  - (Новоселовское, в дер. Новоселово. Основано обществом в 1865 г.
  - Законоучитель священник Принкипс Евгенов, студент Владимирской духовной семинарии, преподает с 1871 г.[15]
  - Учительница Анисья Грачева, окончившая курс в Александровской прогимназии, преподает с 1881 г.
  - Попечитель крестьянин Григорий Егорович Чистяков.)

В советское время люди работали в колхозе им. Жданова деревни Новоселово. После 1958 года колхоз был переименован в совхоз им. Ю. Гагарина.
Во время Великой Отечественной войны, из людей которые ушли на фронт защищать родину, не вернулось 12 человек.
Есть упоминания в " Книга памяти. Владимирская область. Т.2 " , о проживавших людях в этой деревне, они
погибли или пропали без вести на войне.
1. Цветков Иосиф Васильевич род 1906 (Призван в 1941 г. Ст. Сержант, пропал без вести февраль 1942 года)
2. Фарстов Алексей Федорович род 1918 (пропал без вести 06.1941г)
3. Крылов Егор Иванович род 1911 (Убит 01.08.1944 , 321 СЧДКД)
4. Кривов Александр Васильевич род 1907 (пропал без вести 06.1942г)
5. Зонтов Владимир Михайлович род 1924 год
6. Зонтов Василий Андреевич род 1908 год (призыв Сокольнический р-н г. Москва 25.06.1941 г. , мл. нач. состав, 1112 СП 1 СБ , пропал 04.1942)
7. Выдумов Михаил Сергеевич род 1906
8. Зонтов Иван Васильевич род 1909 (пропал без вести 02.1943г)

На 2018 год потомками рода Фарстовых , Фарстовым Борисом Михайловичем и Фарстовым Сергеем Борисовичем, используя материалы Владимирского архива, составлено генеалогическое древо всех родов жителей деревень Бухалово, Знаменское , Митенино, Мызжелово с 17 по начало 20 века.

## Галерея

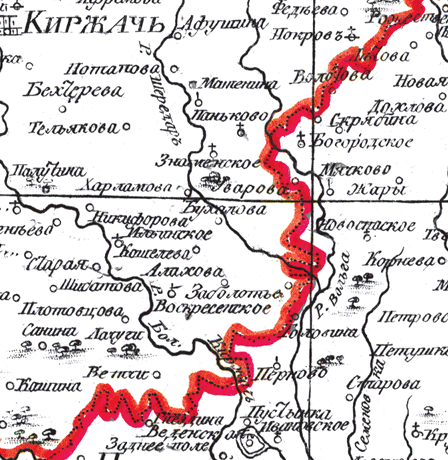
Карта 1792 года Владимирского наместничества
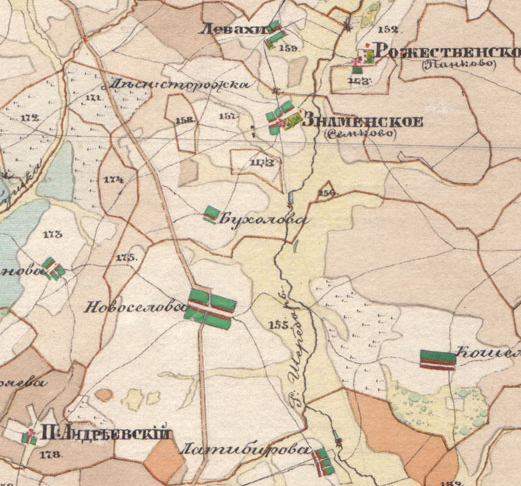
Деревня Бухалово на карте Менде 1850 года
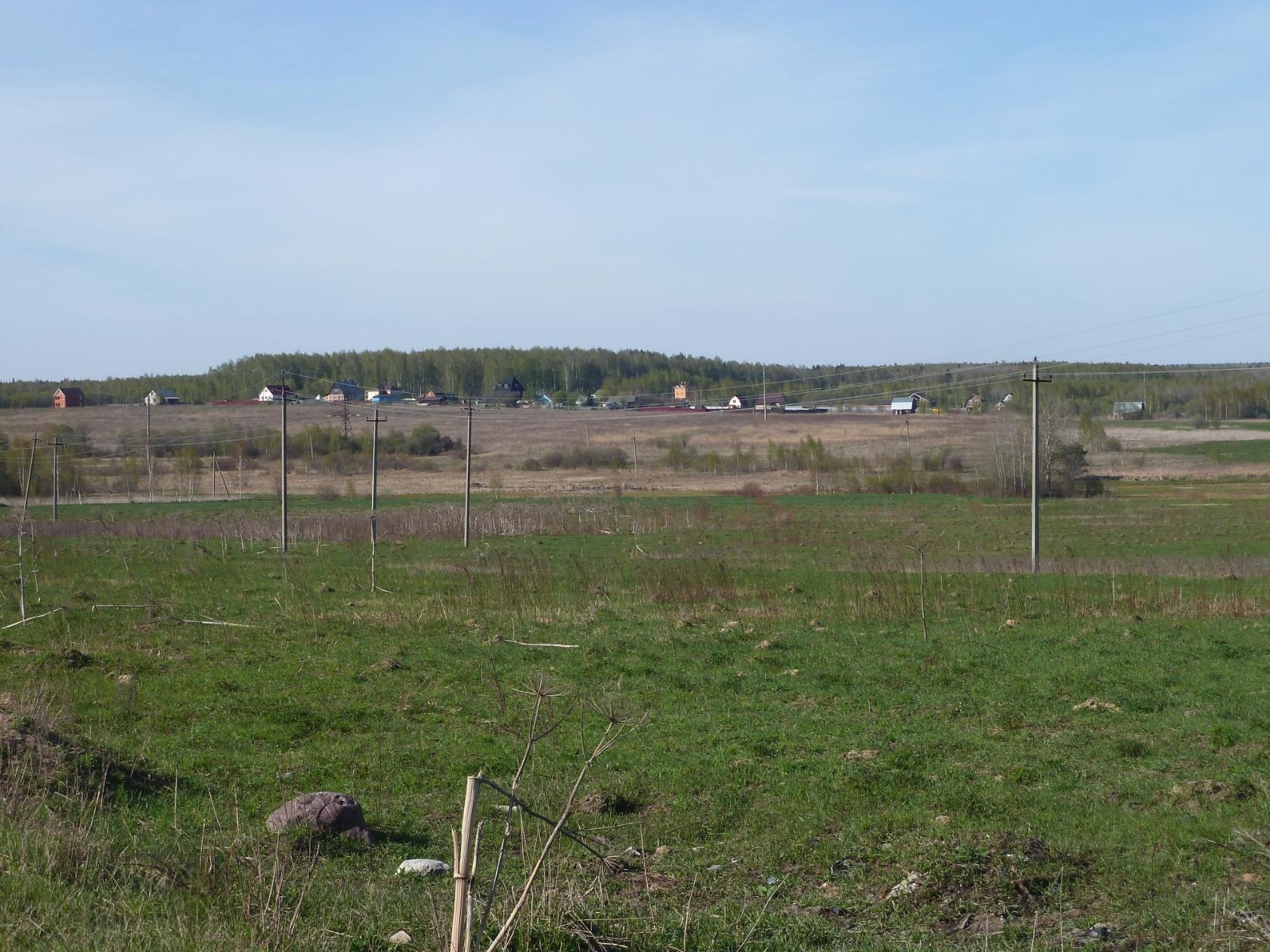
Деревня Бухалово , вид из деревни Новоселово
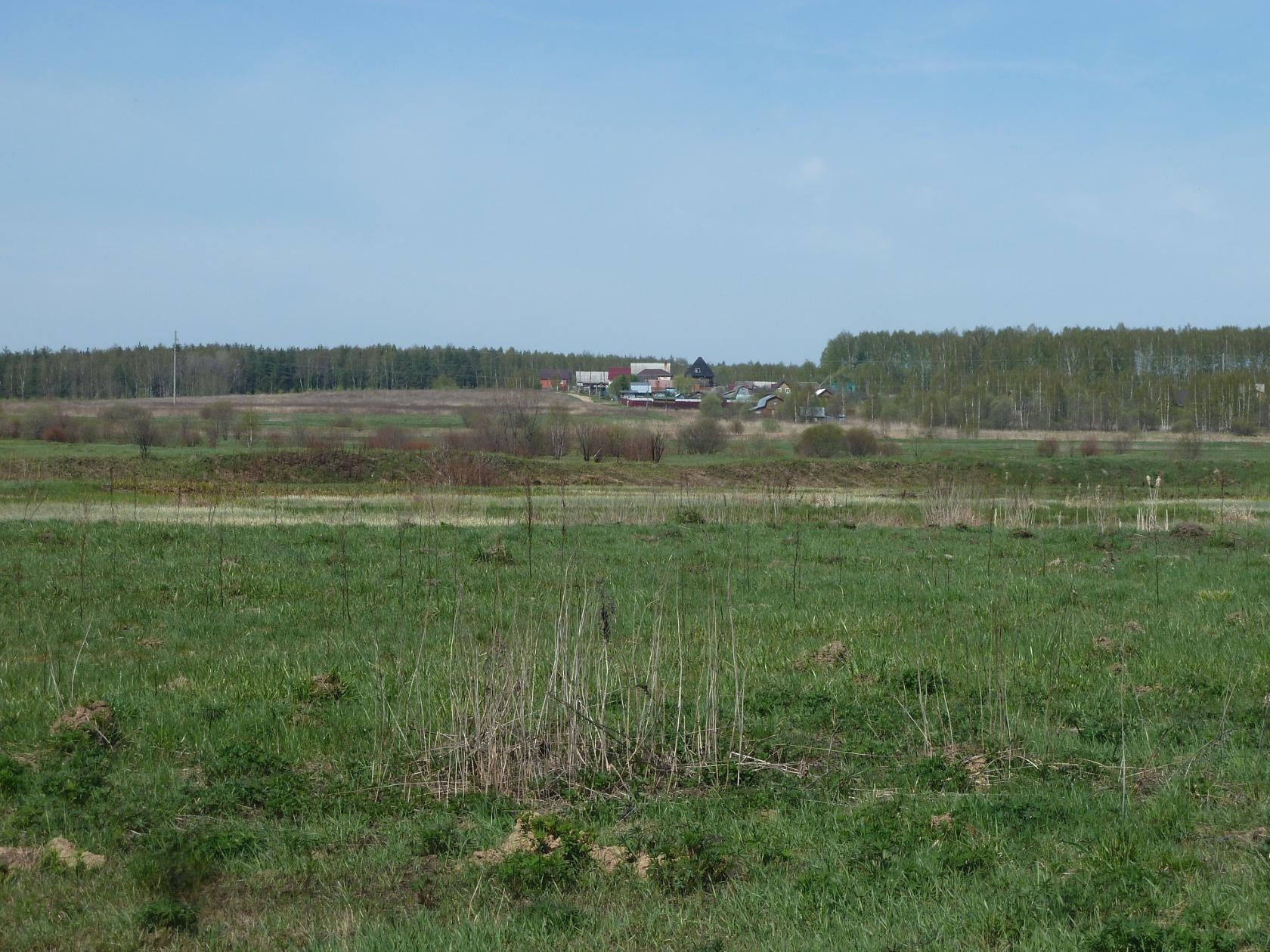
Деревня Бухалово , вид с реки Шередарь
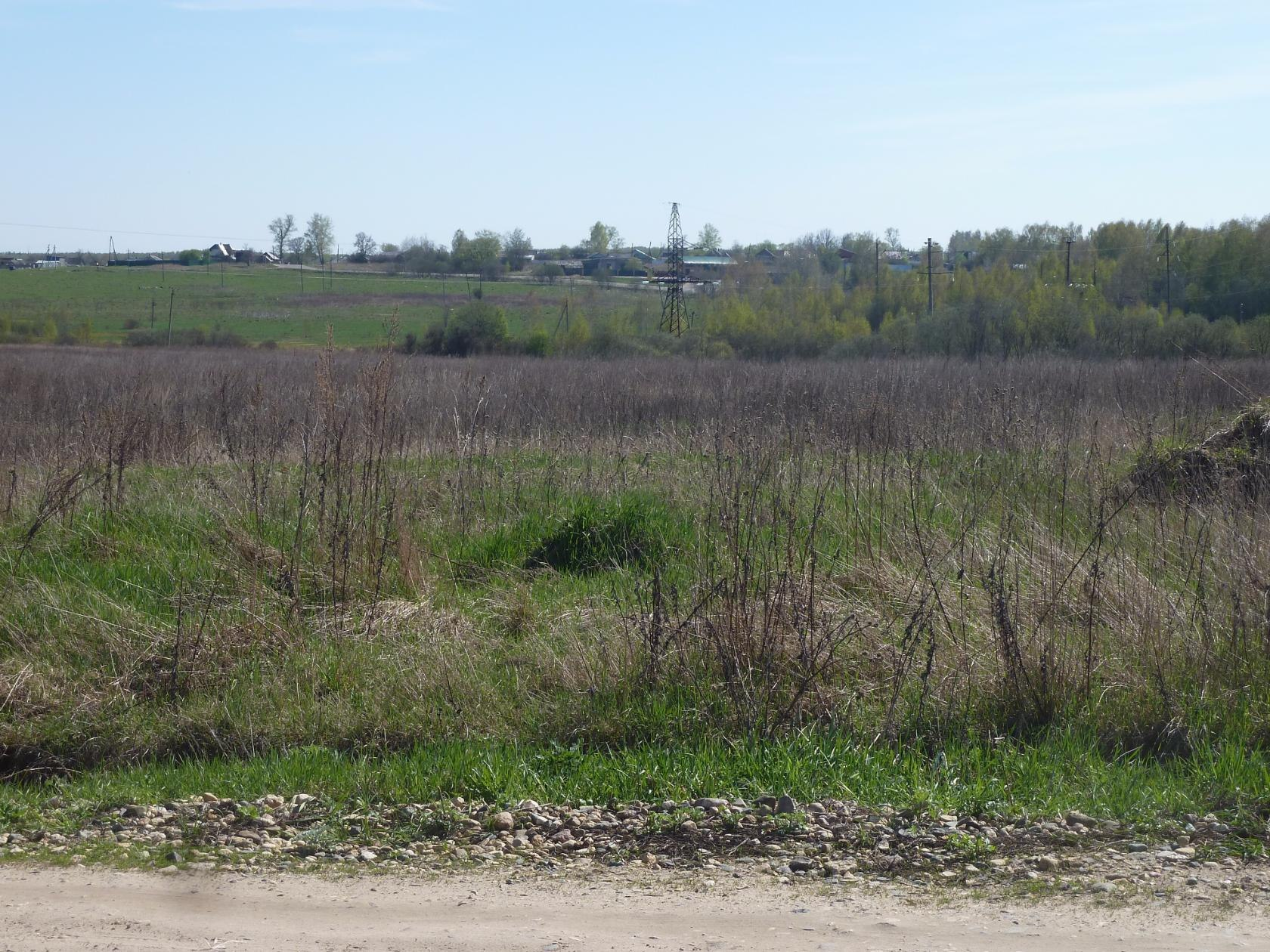
Бухалово вид на деревню Новоселово
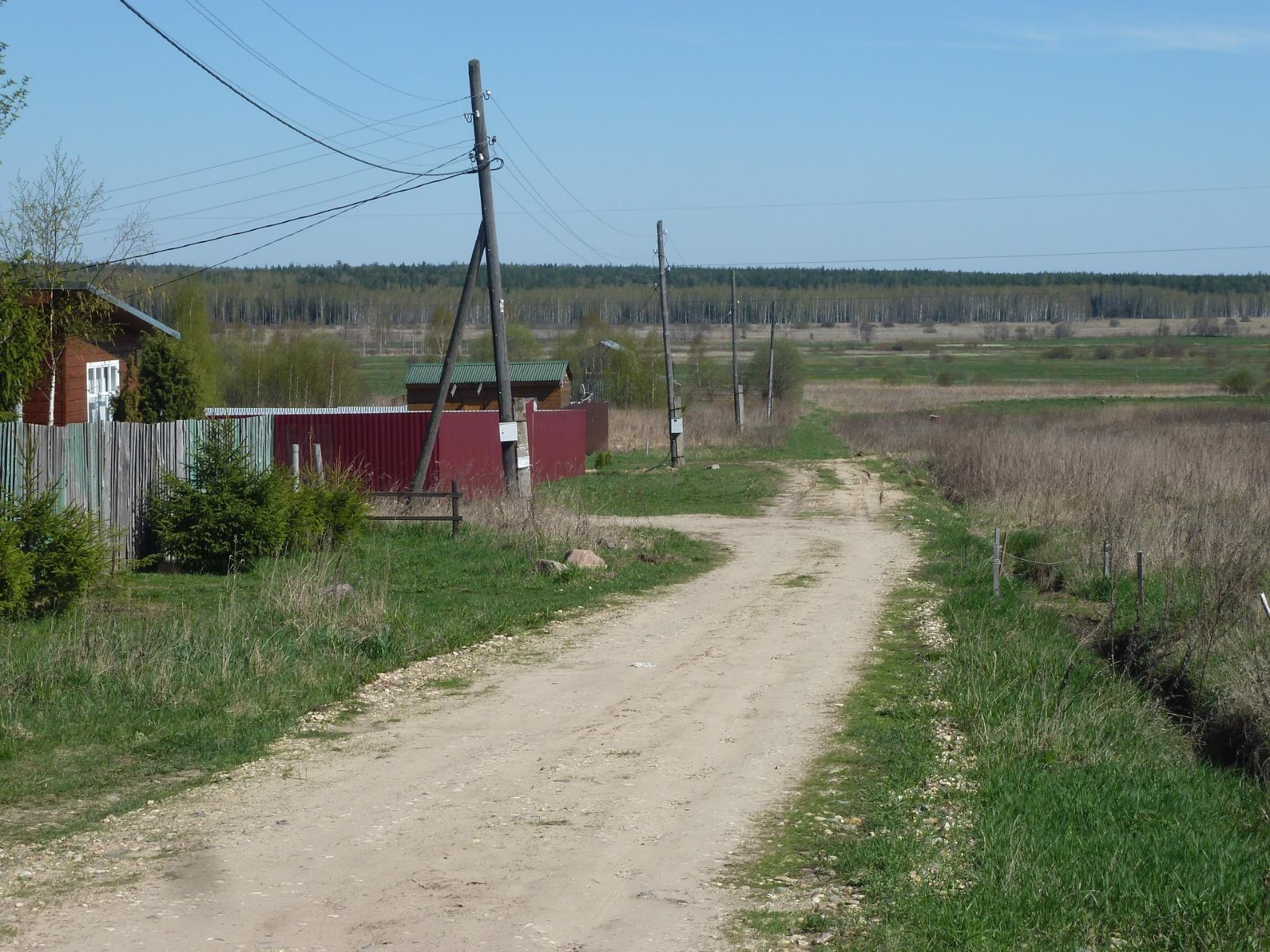
Деревня Бухалово , вид ввниз деревни
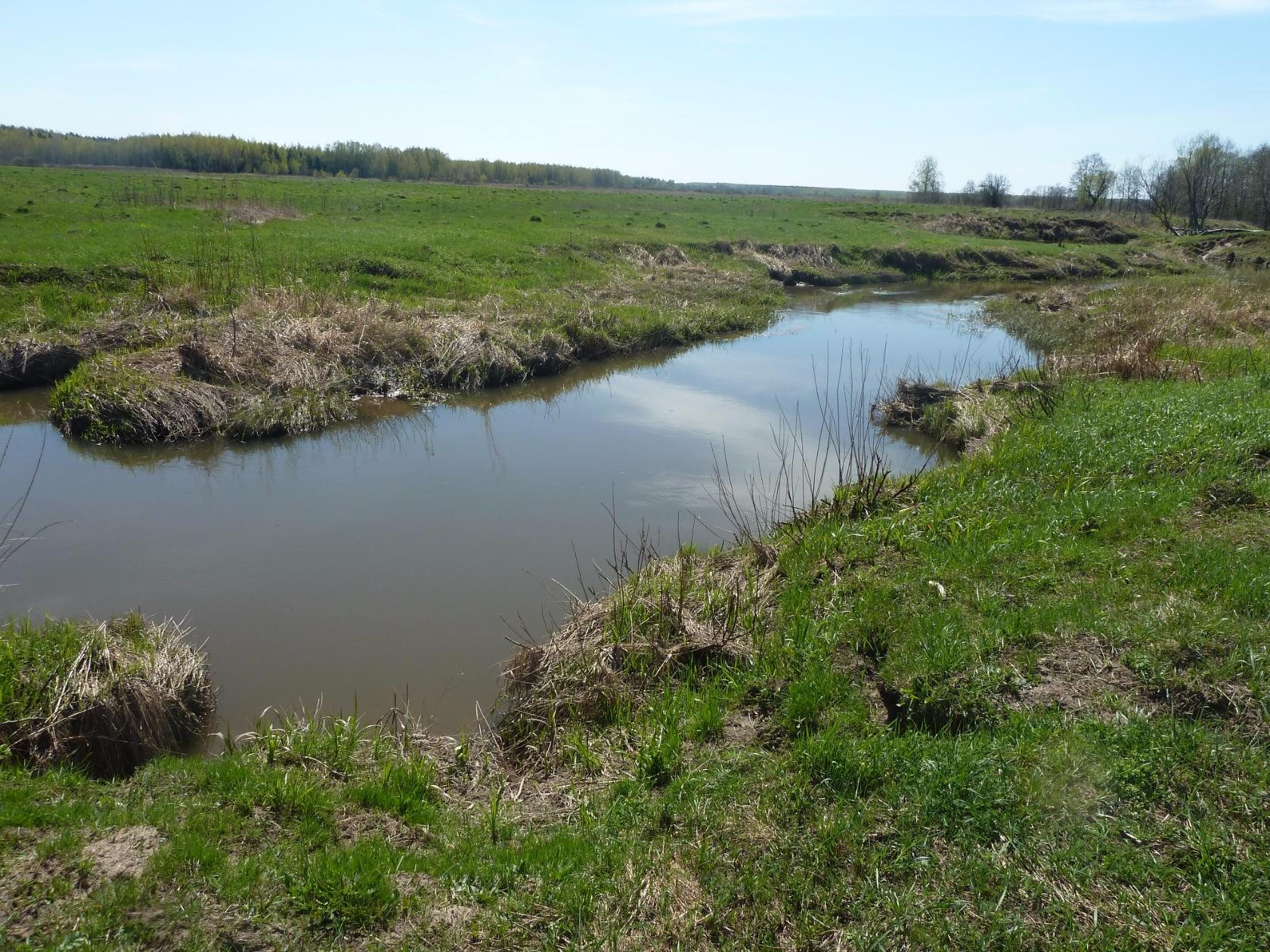
Река Шередарь
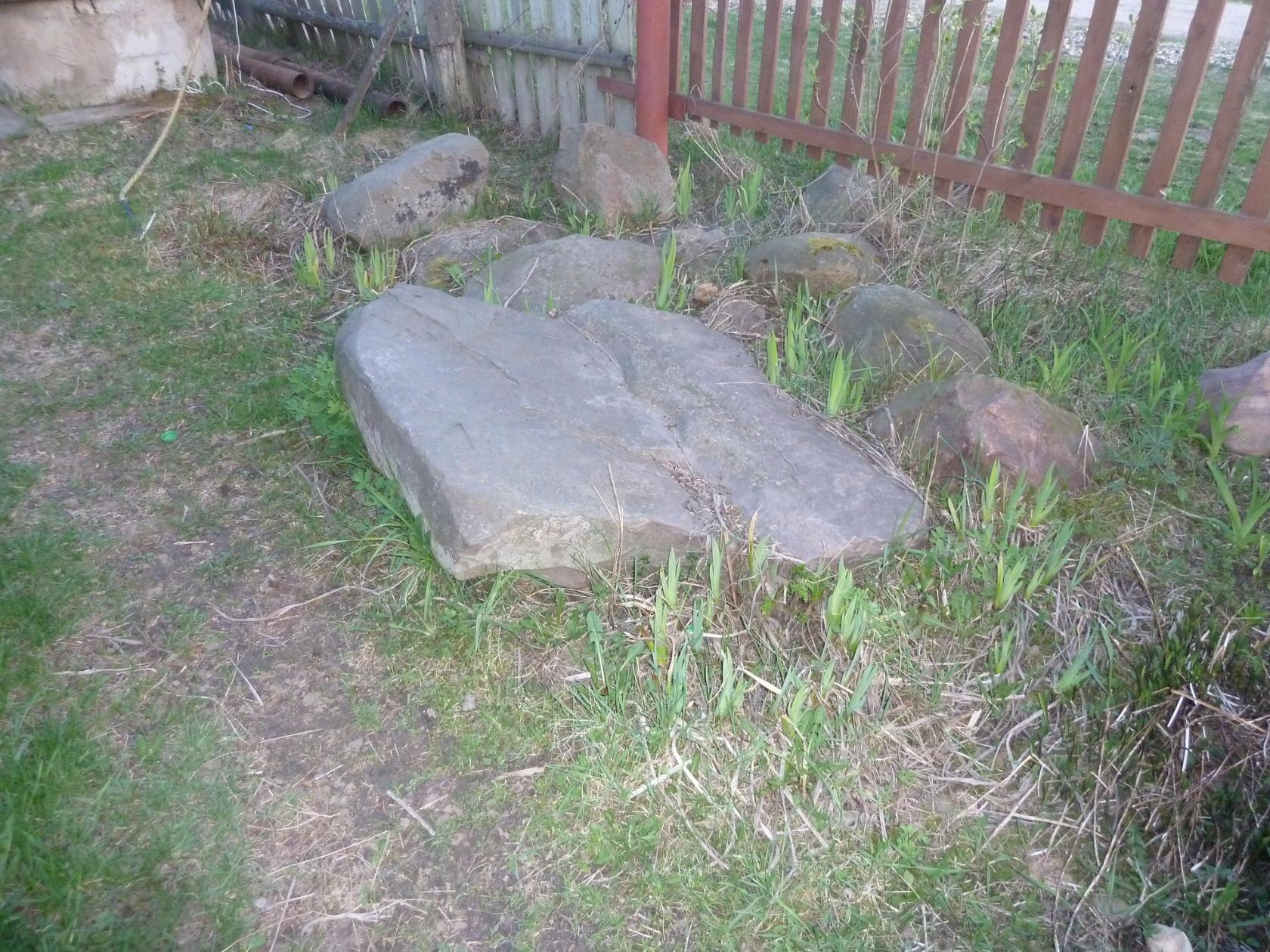
Камень-основание бывшей часовни в деревне Бухалово
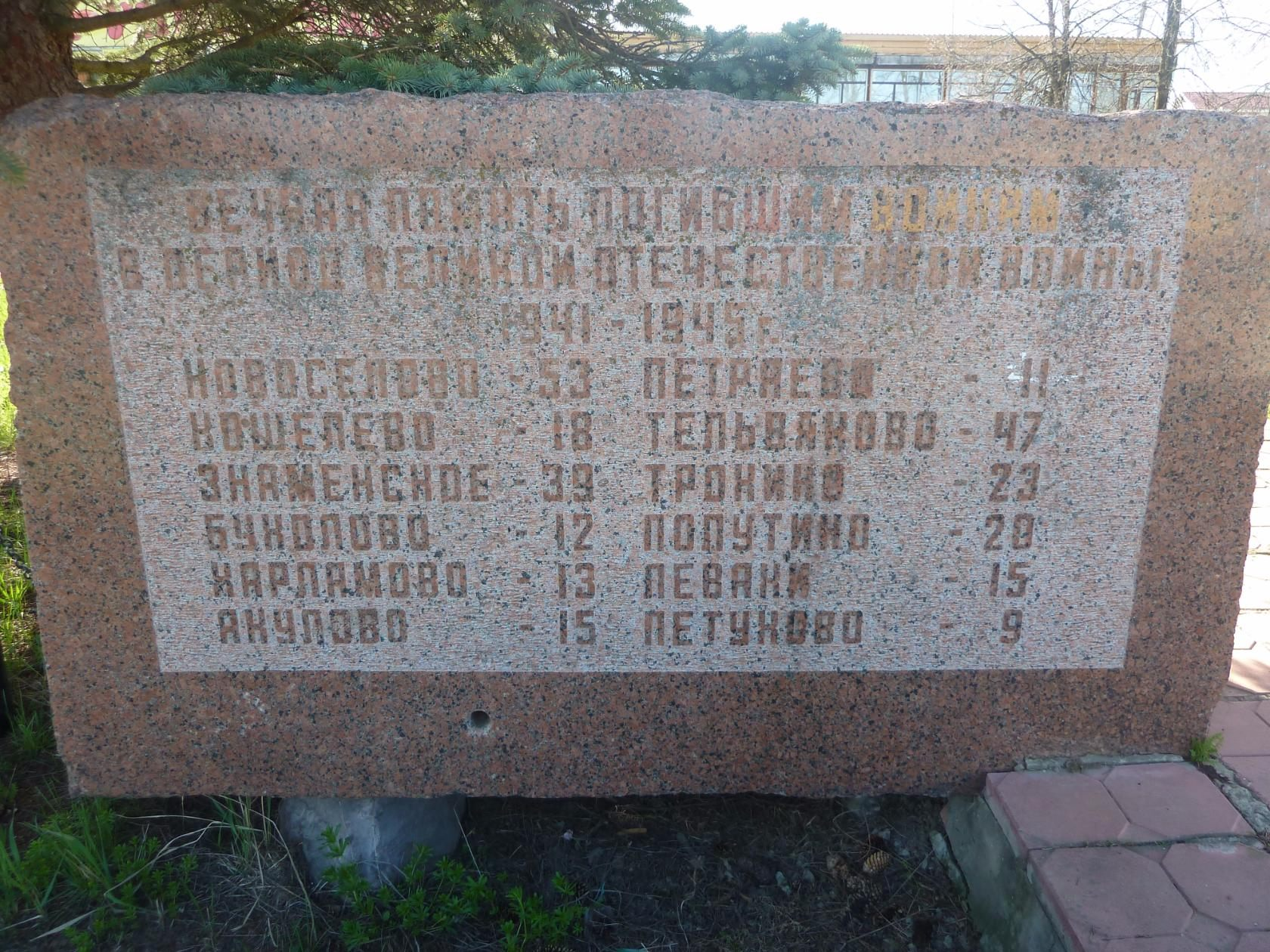
Памятник погибшим в деревне Новоселово.